# 约翰·图佐·威尔逊
约翰·图佐·威尔逊（英語：John Tuzo Wilson，1908年10月24日—1993年4月15日）是一位加拿大地球物理学家和地质学家，因对板块构造论的贡献而在全世界享有声誉。威尔逊是加拿大勋章获得者，大英帝国勋章获得者，皇家学会院士，加拿大皇家学会院士，爱丁堡皇家学会院士。
板块构造论认为，地球的坚硬外层（包括地壳和上地幔的一部分），即岩石圈，是破碎成许多板块的，这些板块在较软的软流圈上各自运动。威尔逊指出，夏威夷群岛的形成就和板块运动有关，当涵盖了太平洋大部分面积的太平洋板块以缓慢速度向西北方漂过一个位置固定的热点时，这个热点便形成一系列火山，突出水面的部分就是夏威夷群岛。他还提出了转换断层的概念，这是指两个板块彼此之间发生水平运动时形成的断层（如圣安德烈斯断层），转换断层可以构成三种主要板块边界之一的转换边界。1973年，他还提出了威尔逊旋回的假说，这是指海底周期性地扩张和消减的过程。后来这个概念被进一步扩充为超大陆旋回假说）。
为了纪念威尔逊，加拿大一座年轻的海底火山即用他的名字命名为图佐·威尔逊海山。这是一个热点火山，其地理坐标为51°24′N 130°54′W / 51.4°N 130.9°W。

## 生平
威尔逊生于一个移民到加拿大安大略省渥太華的苏格兰家庭。他是加拿大第一个修过地球物理学大学课程的大学生。1930年，他毕业于多倫多大學三一學院。之后，他在剑桥大学圣约翰学院获得了几个其他的相关学位。再之后几年的学术研究生涯使他在1936年于普林斯顿大学获得地质学哲学博士学位。之后，威尔逊进入加拿大陆军，并在第二次世界大战期间一直服役。最后他以陆军上校军衔退伍。

## 荣誉
1969年，威尔逊获颁加拿大勋章中的官佐勋章，并在1974年获颁同伴勋章。1978年他被伦敦地质学会授予沃拉斯顿奖章。他是加拿大皇家学会和皇家学会的院士。他还是多伦多大学厄林代尔学院院长和电视系列片《人类行星》的主持人。
他还是安大略科学中心主任（1974年－1985年）。为了纪念他和板块构造论，在该中心外面的地上有一个巨大的“不动的”箭头，指示了自威尔逊出生以来北美大陆的漂移量。
加拿大地质联合会用以他的名字命名的图佐·威尔逊奖颁予在地球物理学界取得成就的学者。